# Peso specifico
Il peso specifico è definito come il peso di un campione di materiale diviso per il suo volume. Indica quanto pesa in newton (N) l'unità di volume (1m³) di una sostanza.
{\displaystyle {\gamma }={\frac {P}{V}}}
Nel Sistema internazionale l'unità di misura è il N/m³.
Comunemente il termine "peso specifico" è usato impropriamente come sinonimo di densità e per questo si trova molto spesso indicato come g/cm³ o kg/L o kg/dm³.
In questo caso i grammi sarebbero da intendersi secondo un'antica definizione di grammi peso, non grammi massa, dove 1 grammo peso è il peso di 1 grammo massa in condizioni di accelerazione di gravità standard.
La differenza è sottile e per la verità all'atto pratico la si può spesso ignorare, ma è opportuno tener presente che mentre la densità è un rapporto tra una massa e un volume, il peso specifico è un rapporto tra un peso (quindi una forza) e un volume. Visto che il peso è pari alla massa moltiplicata per l'accelerazione di gravità espressa in g, il peso specifico (espresso in kgpeso/m³) e la densità hanno di conseguenza il medesimo valore solo se ci si trova in un punto dove l'accelerazione di gravità è esattamente uguale a gn (gravità standard che per convenzione è pari a 9,80665 m/s² cioè 1 g).
In generale, a meno di motivi specifici, è da preferire l'uso della densità.
{\displaystyle {\gamma }={\frac {P}{V}}={\frac {mg}{V}}={\rho }{g}}

## Densità e peso specifico di alcuni materiali
La tabella seguente mostra il valore della densità (più propriamente "massa volumica") in kg/m³ e il peso specifico in N/m³ di alcuni materiali. Per ottenere il valore del peso specifico in N/m³, basta moltiplicare il valore della densità per la costante di accelerazione gravitazionale, che nel caso del campo gravitazionale terrestre vale circa 9,81 m/s² (dipende dal punto della superficie terrestre in cui ci si trova, il valore convenzionale è stato fissato in 9,80665 m/s²).
Nella tabella seguente, dove non sia indicato diversamente, con il termine "acqua" si intende acqua pura (cioè senza sostanze disciolte in essa, ovvero costituita solo da molecole di H2O). Infatti il peso specifico dell'acqua varia a seconda delle sostanze eventualmente disciolte in essa.
I valori di densità possono essere indifferentemente letti anche come grammi al dm³.
| Materiale                                                               | Densità (kg/m³) | Peso specifico (N/m³) |
| ----------------------------------------------------------------------- | --------------- | --------------------- |
| Abete                                                                   | 700             | 6870                  |
| Acqua a 0 °C                                                            | 999,8           | 9810                  |
| Acqua a 4 °C                                                            | 1000            | 9806                  |
| Acqua a 20 °C                                                           | 998,2           | 9790                  |
| Acqua di mare                                                           | 1025            | 10052                 |
| Acqua ossigenata                                                        | 1460            | 14320                 |
| Aerogel (fumo solido)                                                   | 1,9             | 18,64                 |
| Aerografite*                                                            | 0,2             | 1,962                 |
| Alcool etilico                                                          | 794             | 7786                  |
| Alcool metilico                                                         | 798             | 7825                  |
| Alluminio                                                               | 2600-2750       | 25510-26980           |
| Anidride carbonica                                                      | 1,98            | 19,4                  |
| Argento                                                                 | 10500           | 102900                |
| Arenaria, frantumata, sfusa                                             | 1854            | 14813                 |
| Aria                                                                    | 1,293           | 12,68                 |
| Avorio                                                                  | 1800            | 17658                 |
| Azoto (N2)                                                              | 1,251           | 12,27                 |
| Balsa (legno)                                                           | 160             | 1570                  |
| Basalto                                                                 | 2800-2950       | 27470-28940           |
| Basalto frantumato, sfuso                                               | 1960            | 19228                 |
| Bauxite, Caolino, sfusa                                                 | 1420            | 13930                 |
| Benzina                                                                 | 700-720         | 6867-7063             |
| Calcare frantumato, depositato                                          | 1540            | 15107                 |
| Calcestruzzo                                                            | 2200-2600       | 21580-25510           |
| Carta                                                                   | 970             | 9516                  |
| Cellulosa                                                               | 1500            | 14710                 |
| Cenere                                                                  | 900             | 8830                  |
| Cera (paraffina)                                                        | 950             | 9320                  |
| Cera d'api                                                              | 958-970         | 9398-9516             |
| Cemento Portland                                                        | 3150            | 30901                 |
| Corpo umano                                                             | 1040            | 10202                 |
| Diamante                                                                | 3550            | 34820                 |
| Elio                                                                    | 0,179           | 1,76                  |
| Ferro                                                                   | 7880            | 77300                 |
| Gesso                                                                   | 2300            | 22560                 |
| Gesso frantumato, depositato                                            | 1810            | 17756                 |
| Ghiaccio a 0 °C                                                         | 917             | 9000                  |
| Granito                                                                 | 2500-2950       | 24520-27960           |
| Granito frantumato, depositato                                          | 1660            | 16285                 |
| Grasso corporeo                                                         | 900             | 8829                  |
| Idrogeno (H2)                                                           | 0,089           | 0,87                  |
| Iridio                                                                  | 22610           | 221800                |
| Latte a 15 °C                                                           | 1029-1034       | 10090-10140           |
| Litio, solido a pressione e temperatura ambiente                        | 535             | 5454                  |
| Marmo                                                                   | 2500-2800       | 24520-27470           |
| Mercurio                                                                | 13590           | 133320                |
| Nichel                                                                  | 8600            | 84370                 |
| Nafta                                                                   | 760-790         | 7456-7750             |
| Neve fresca                                                             | 100-200         | 981-1962              |
| Olio d'oliva                                                            | 916             | 8990                  |
| Olio di semi                                                            | 920             | 9020                  |
| Oro                                                                     | 19250           | 188840                |
| Osmio                                                                   | 22660           | 222290                |
| Ossigeno (O2)                                                           | 1,429           | 14,02                 |
| Ottone                                                                  | 8400-8700       | 82400-85350           |
| Palladio                                                                | 12023           | 117900                |
| Petrolio                                                                | 840             | 8240                  |
| Piombo                                                                  | 11340           | 111240                |
| Platino                                                                 | 21400           | 209930                |
| Polistirolo espanso                                                     | 20÷50           | 196÷490               |
| Porcellana                                                              | 2400            | 23540                 |
| Rame                                                                    | 8890-8930       | 87210-87600           |
| Salgemma                                                                | 2200            | 21580                 |
| Stagno                                                                  | 7280            | 71420                 |
| Sughero                                                                 | 200-350         | 1962-3433             |
| Talco                                                                   | 2600-2800       | 25510-27470           |
| Terra compattata¹                                                       | 1700-1800       | 16680-17660           |
| Terra asciutta depositata                                               | 1510            | 14815                 |
| Terra bagnata estratta                                                  | 1600            | 15700                 |
| Terra asciutta a matrice prevalentemente argillosa, ghiaiosa depositata | 1420            | 13930                 |
| Terra bagnata a matrice prevalentemente argillosa, ghiaiosa depositata  | 1540            | 15110                 |
| Terra asciutta argillosa, depositata                                    | 1480            | 14520                 |
| Terra asciutta sabbiosa, depositata                                     | 1420            | 13930                 |
| Tetracloruro di carbonio                                                | 1594            | 15631                 |
| Titanio                                                                 | 4870            | 47770                 |
| Toluolo                                                                 | 870             | 8531                  |
| Tungsteno                                                               | 19250           | 188840                |
| Uranio                                                                  | 19050           | 186880                |
| Vetro                                                                   | 2400-2700       | 23540-26490           |
| Zinco                                                                   | 7100            | 69650                 |

¹ Terreno prima dell'estrazione dalla sua sede originaria. Il peso specifico dei terreni si riduce a seguito delle escavazioni meccaniche e delle successive lavorazioni (estrazioni di inerti), inoltre varia anche in funzione della composizione e della tessitura dello stesso.